# Кунитц, Крис
Кристофер «Крис» Кунитц (англ. Christopher «Chris» Kunitz; 26 сентября 1979, Реджайна, Саскачеван, Канада) — бывший профессиональный канадский хоккеист, крайний нападающий. Четырёхкратный обладатель Кубка Стэнли: в 2007 году в составе «Анахайм Дакс», а в 2009, 2016, 2017 годах в составе «Питтсбург Пингвинз» . Серебряный призёр Чемпионата мира 2008 года, чемпион Зимних Олимпийских игр 2014 года.

## Личная жизнь
Крис вместе со своей женой Морин воспитывают троих детей. Захари Джеймса (2009 года рождения), Пэйтон Мари (2011) и Обри Энн (2014)

## Достижения
- Четырёхкратный обладатель Кубка Стэнли: 2007 («Анахайм»), 2009, 2016, 2017 («Питтсбург»)
- Серебряный призёр чемпионата мира 2008
- Олимпийский чемпион 2014
- Включён в первую символическую сборную НХЛ: 2012-13
- Включён в первую символическую сборную CCHA (2001-02, 2002-03), первую символическую сборную NCAA-Запад (2002-03), игрок года в CCHA (2002-03)

## Статистика
| Легенда | Легенда                    | Легенда | Легенда                   | Легенда | Легенда    |
| ------- | -------------------------- | ------- | ------------------------- | ------- | ---------- |
| И       | Количество проведённых игр | Штр     | Штрафное время            | +/−     | Плюс-минус |
| Г       | Голы                       | П       | Голевые передачи          | О       | Очки       |
| -       | Статистика неизвестна      | —       | Статистика не учитывалась |         |            |